# René Koch

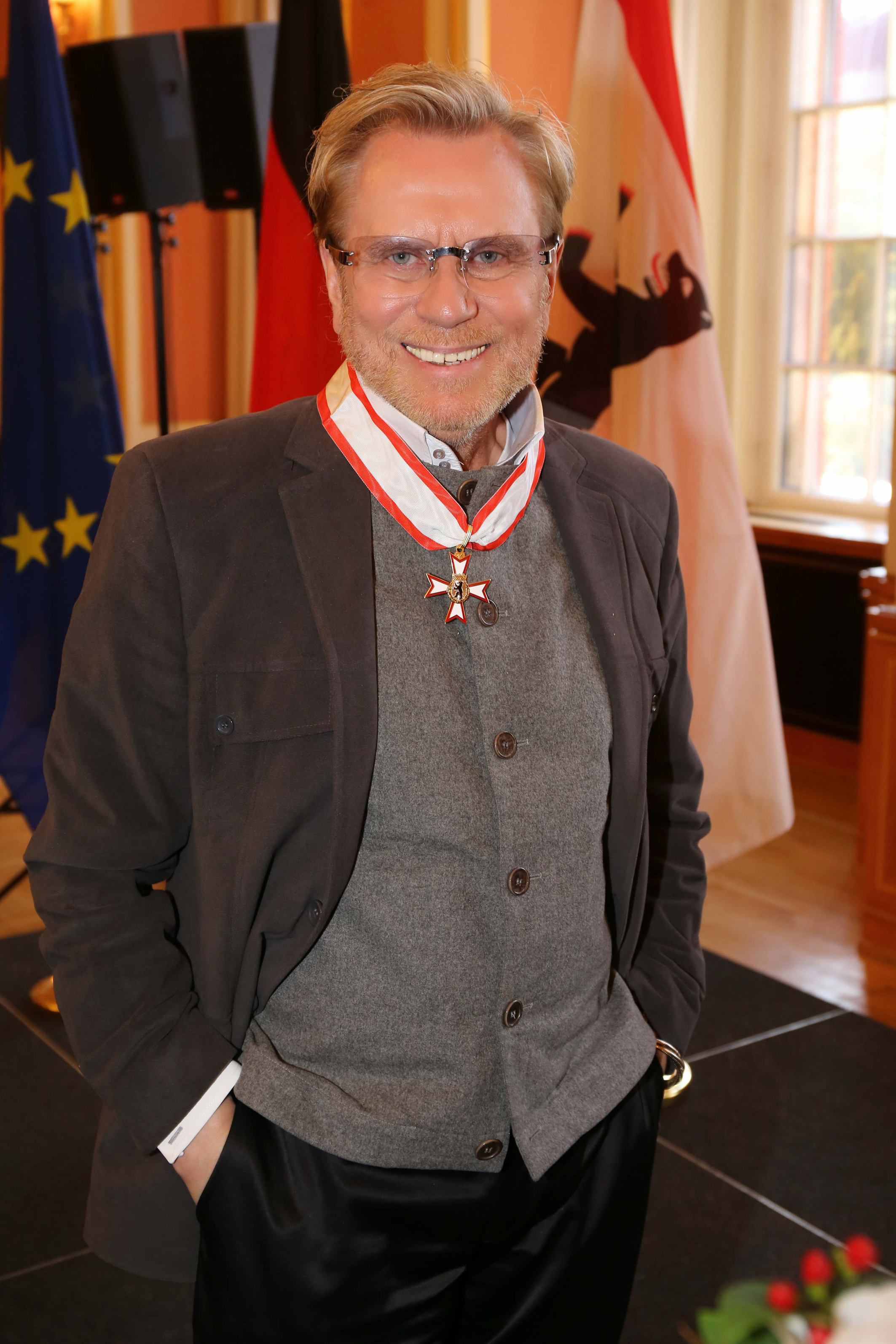
René Koch mit dem Verdienstorden des Landes Berlin (2013)

René Koch (* 22. September 1945 in Heidelberg) ist ein deutscher Visagist, Schönheitsexperte und Autor.

## Biographie
René Koch absolvierte von 1959 bis 1962 eine Ausbildung als Schauwerbegestalter in Mannheim. In Berlin arbeitete er ab 1963 als Tellerwäscher, Barkeeper, Travestiekünstler und Lebensmittelverkäufer. 1968 besuchte er eine Kosmetikschule in Berlin. Seit 1969 wurde er bei dem amerikanischen Kosmetikkonzern Charles of the Ritz als Visagist ausgebildet. Nach der Lehrzeit war er über 20 Jahre als Chefvisagist bei Charles of the Ritz und Yves Saint Laurent beschäftigt. Seine Tätigkeit führte ihn in dieser Zeit unter anderem nach Paris, London, New York City, Zürich, München und schließlich wieder nach Berlin.
Koch erarbeitete sich einen prominenten Kundenstamm, so zählen dazu viele weibliche Prominente aus dem Showgeschäft wie Joan Collins, Jodie Foster, Claudia Schiffer, Eartha Kitt, Judy Winter, Hildegard Knef, Kim Fisher, Inka Bause und Dagmar Frederic. Seit 1990 bedient er in seinem Kosmetiksalon mit Namen Cosmetic & Camouflage Centrum in Berlin-Wilmersdorf seine Kundinnen. Dort führt er neben seiner Arbeit als Visagist auch Stil- und Farbberatungen durch. Seine Produkte verkauft Koch seit 2006 auch über den Homeshoppingsender HSE24.
1996 gründete er den Arbeitskreis Camouflage e.V., eine wohltätige Organisation – die sich für Menschen mit Brand- und Unfallnarben und Hautanomalien einsetzt und durch Camouflage-Make-up deren Leben erleichtert. Koch hält bis heute den 1. Vorsitz des Vereins inne und macht auch mit Buchveröffentlichungen und Talkshowauftritten auf diese Problematik aufmerksam. Seit 1995 ist er auch Kuratoriumsmitglied der Berliner Aids-Hilfe e.V.
Koch schrieb Bücher über Schönheit und Kosmetik. Im Nachmittagsprogramm hat er in der Sendung hier ab vier des MDR alle 14 Tage in seiner Rubrik fit & fesch Zuschauer rund um das Thema Schönheit beraten. Sowie im Fernsehgarten, SAT.1 Frühstücksfernsehen, dem rbb und weiteren TV-Sendeanstalten.

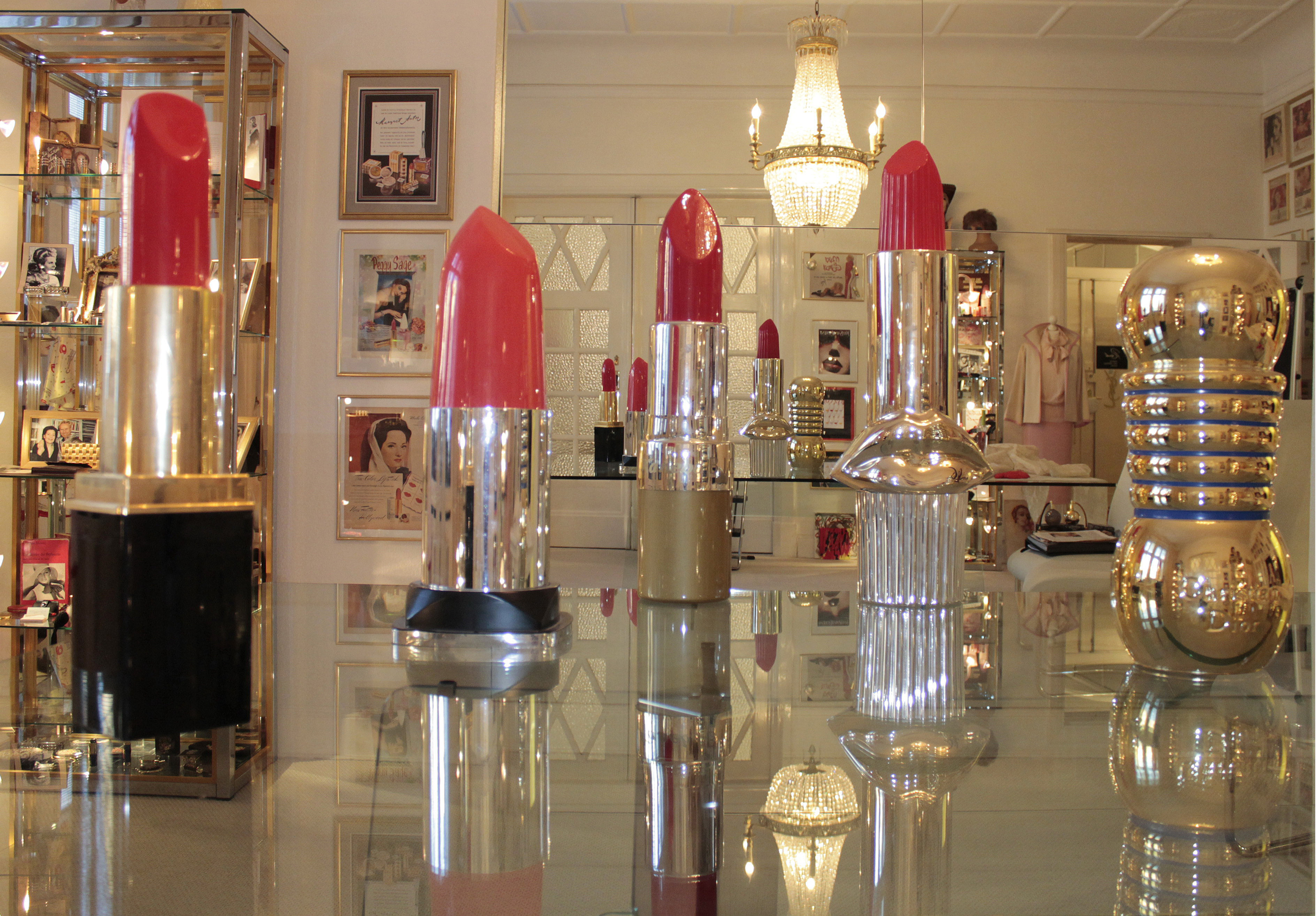
Blick in das Lippenstiftmuseum von René Koch.

2008 eröffnete er in der Galeries Lafayette eine Ausstellung zum Jubiläum 125 Jahre Lippenstift. Dort stellt er gesammelte Exponate aus, die er über Jahre für sein Lippenstiftmuseum in seinem Salon gesammelt hat. Die Ausstellung umfasste unter anderem Lippenstifte von Evita Peron aus Argentinien, Hildegard Knef und Dagmar Frederic. Nach einer Tournee durch verschiedene Großstädte ist das Lippenstiftmuseum seit 2009 eine ständige Institution in Berlin-Wilmersdorf, im Bayerischen Viertel.

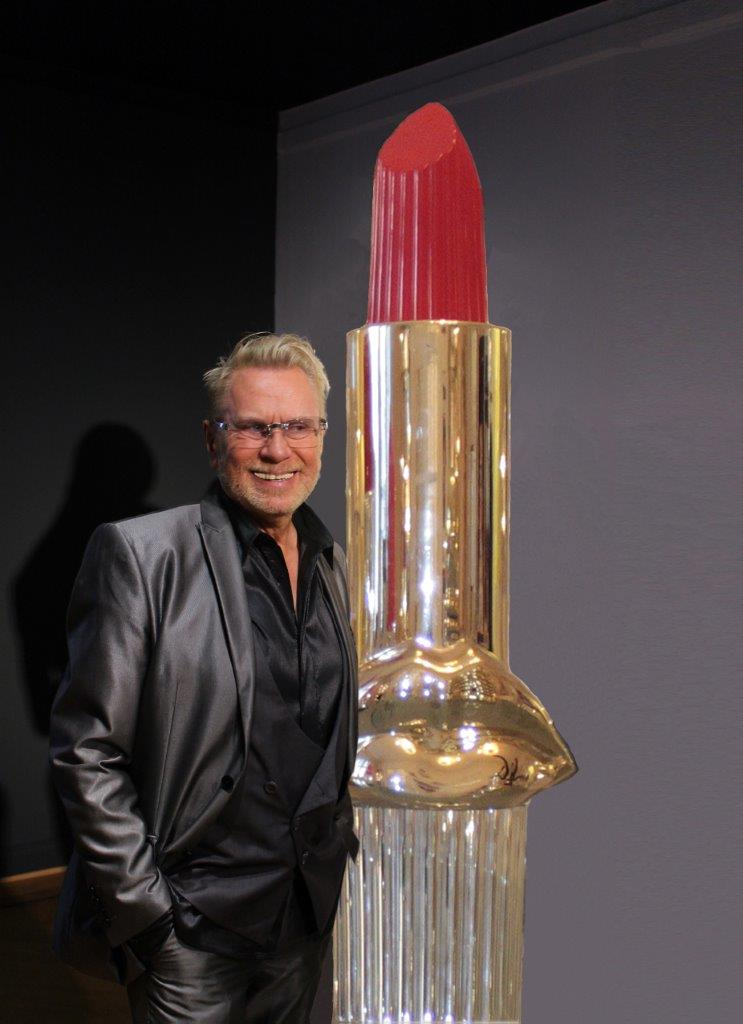
René Koch - mit dem XXL Lippenstift von "Dali"

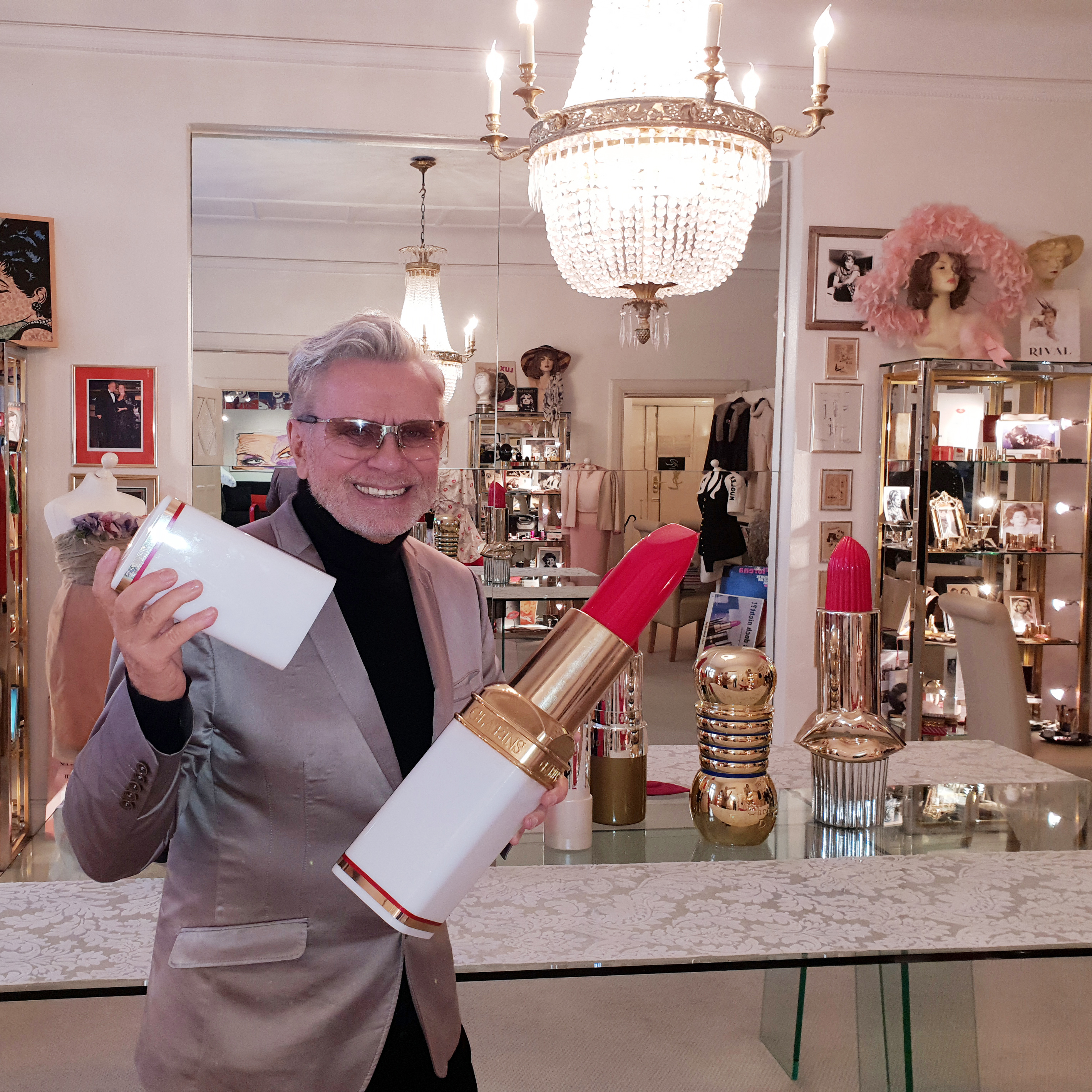
René Koch - in seinem Lippenstiftmuseum Berlin 2020

2020 wirkte er in der Doku Bilderbuch: Berlin-Wilmersdorf von Petra Dorrmann mit. Er besucht regelmäßig die Sonntagsgottesdienste in St. Ludwig (Berlin-Wilmersdorf).

## Auszeichnungen
- 1986 „Cosmetic Oscar“ des Verbandes der Kosmetikpräparate und Gerätehersteller e.V. (VKPG) und des Bundesverbands Deutscher Kosmetikerinnen (BDK)
- 1998 Ernennung zum Ehrenmitglied des Verbandes der Imageberater Deutschland e.V.
- 2000 Asta-Poppelsdorf-Medaille des Bundesverbandes deutscher Kosmetiker/-innen e.V.
- 2000 Auszeichnung mit dem Berliner Theatertaler vom Berliner Theater Club
- 2003 Verdienstmedaille des  Bundesverdienstordens[3]
- 2003 Goldene Maske der Kryolan GmbH Berlin
- 2013 Verleihung des Verdienstordens des Landes Berlin durch den Regierenden Bürgermeister Klaus Wowereit
- 2015 bis 2016 Sonderausstellung: Die Kunst des schönen Scheins (Hommage zu René Kochs 70. Geburtstag über sein Leben) - Schwules Museum Berlin
- 2024 Auszeichnung „Herzensmensch 2024“ Berlin von der Mister German Sport Union MGSU_Fashion für seine Ehrenamtlichen Tätigkeiten zur Beratung von Menschen mit schweren Haut-Anomalien sowie Blinden und schwer Sehbehinderten Auszeichnung „Herzensmensch 2024“ Berlin von der Mister German Sport Union MGSU_Fashion.

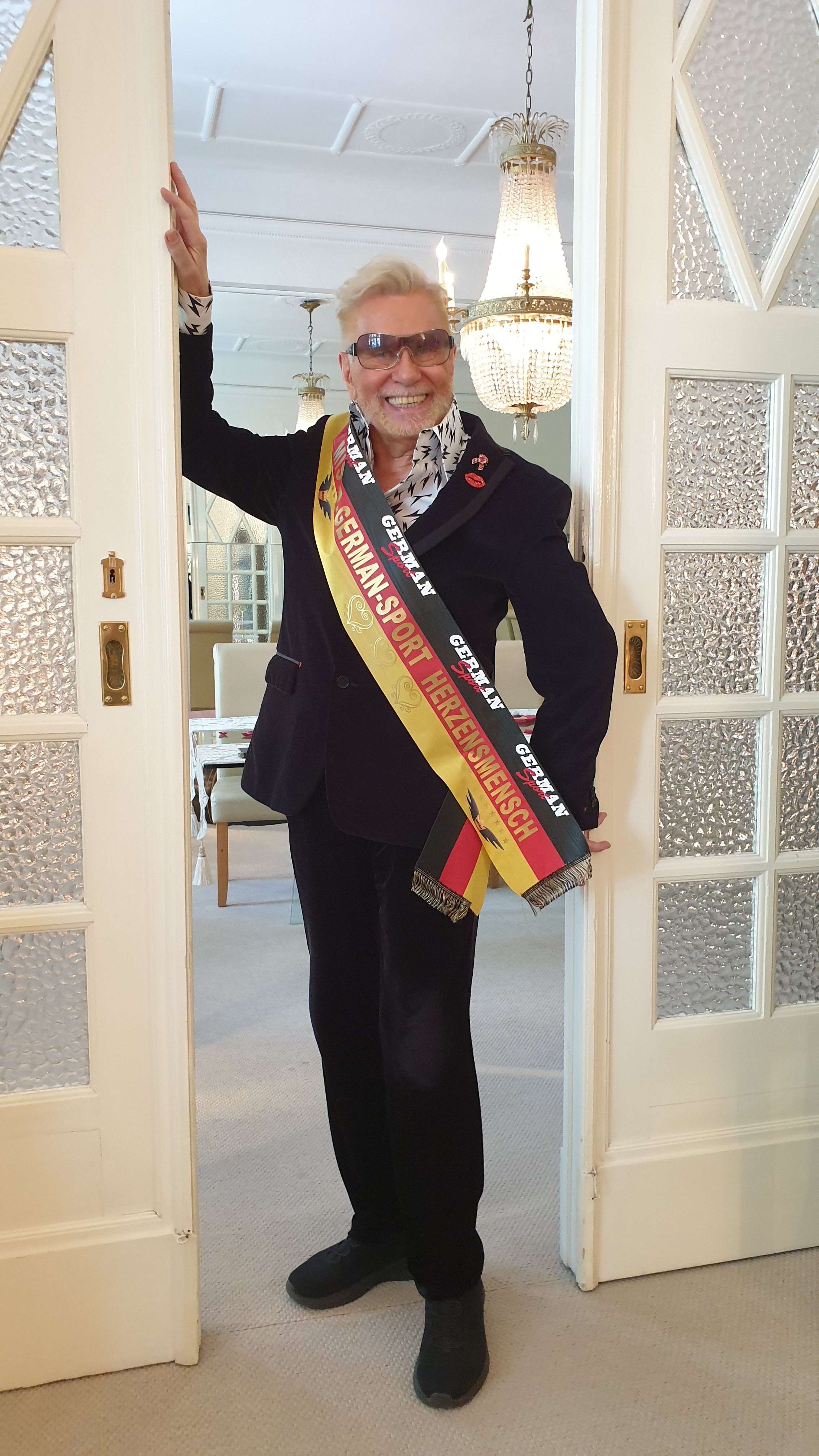
Auszeichnung „Herzensmensch 2024“ Berlin von der Mister German Sport Union MGSU_Fashion.

## Werke
- Meine Freundin 'Hildegard Knef', Buchverlag Leipzig (Minibuchreihe) 2025
- Gestern wird es nie mehr werden, B&S Siebenhaar Verlag, Berlin 2024, ISBN 978-3-943132-47-2
- Abgeschminkt. Mein Leben, meine Sünden, meine Zeit, B&S Siebenhaar Verlag, Berlin 2016, ISBN 978-3-943132-47-2
- Camouflage Make-up für die Seele, Südwest Verlag, ISBN 3-517-06524-2
- Lucky Lips. Die rote Verführung. 125 Jahre Lippenstift, BuchVerlag für die Frau, ISBN 978-3-89798-229-1
- ‘ne Lippe riskieren! Lippenkultur, Lippenschminke, Lippenpflege, BuchVerlag für die Frau, ISBN 978-3-89798-378-6
- Schnell wieder schön. Camouflage- & Kosmetikbüchlein, BuchVerlag für die Frau, ISBN 978-3-89798-271-0
- Löffeln Sie sich fit und schön. Frisch, jung und faltenfrei mit der Löffelmassage, Verlag Gesundheit ISBN 978-3-333-01052-6
- Wellness – Für Haut und Haar. Die ganzheitliche Schönheitspflege für jede Frau, Verlag Gesundheit ISBN 978-3-333-01069-4.
- Mann, bist du schön! Was uns attraktiv, erfolgreich und begehrenswert macht. Verlag Gesundheit ISBN 978-3-333-01021-2
- Schön wie die Nacht. Ein Beauty-Ratgeber für zärtliche Stunden, Verlag Ullstein ISBN 978-3-548-34894-0
- Sternstunden der Schönheit. Ein Astro-Beauty-Ratgeber, a-verbal verlag GmbH Berlin ISBN 3-88999-024-X.
- Luna Beauty, Mond Feelings Wilhelm Heyne Verlag ISBN 978-3-453-23596-0

## Film
- Lebenslinien – filmische Biografie, Bayerischer Rundfunk, Regie: Dr. Raymond Koplin
- Und Gott erschuf das Make-Up, Regie: Lothar Lambert
- Zurück im tiefen Tal der Therapierten, Regie: Lothar Lambert
- Plastikfieber (mit Romy Haag und Otto Sander)
- Mein wunderbares West-Berlin, Regie: Jochen Hick

## Fernsehen

### Beauty Rubriken bei
- Telejournal, SFB
- WWF-Club, WDR
- Frühstücksfernsehen, Sat1
- Fitness- und Gesundheitstag, RTL
- Fernsehgarten, ZDF
- zibb, rbb
- hier ab vier, MDR
- Rote Lippen soll man küssen, MDR
- Teleshopping, HSE24 und RTL-SHOP
- Studio Babelsberg, rbb
- der Tag, rbb
- Trotha trifft... ALEX Berlin
- Megy`s Boulevard bei TV.Berlin